# 243
243 (CCXLIII) var ett normalår som började en söndag i den julianska kalendern.

## Händelser

### Okänt datum
- Gordianus III besegrar Shapur I av Persien i slaget vid Resaena.

## Födda
- Sun Liang, kejsare i det kinesiska kungariket Wu